# Phyllocnema remipes
Phyllocnema remipes är en skalbaggsart som först beskrevs av Thomson 1865.  Phyllocnema remipes ingår i släktet Phyllocnema och familjen långhorningar. Inga underarter finns listade i Catalogue of Life.